# Siby Mathew Peedikayil
Siby Mathew Peedikayil (ur. 6 grudnia 1970 w Meloram) – hinduski duchowny katolicki posługujący w Papui-Nowej Gwinei, misjonarz, biskup diecezjalny Aitape od 2021.

## Życiorys

### Prezbiterat
Święcenia kapłańskie otrzymał 1 lutego 1995 w zgromadzeniu Głosicieli Dobrej Nowiny. Po święceniach był przez kilka lat prokuratorem w seminarium w Andra Pradesh. W 1998 wyjechał do Papui-Nowej Gwinei i podjął pracę misyjną w diecezji Vanimo. Był m.in. rektorem miejscowych seminariów, wikariuszem biskupim ds. duszpasterskich oraz wikariuszem generalnym diecezji. W latach 2008–2014 kierował indyjską prowincją zakonną.

### Episkopat
13 maja 2021 papież Franciszek mianował go biskupem diecezjalnym Aitape. Sakry udzielił mu 26 września 2021 kardynał John Ribat.